# Pietroasele
Pietroasele là một xã thuộc hạt Buzău, România. Dân số thời điểm năm 2002 là 3741 người.